# Encuesta Social Europea
La Encuesta Social Europea (ESE, o ESS, por sus siglas en inglés: European Social Survey) es una iniciativa científica y social que trata de trazar un mapa de las actitudes, creencias y patrones de comportamiento de las diversas poblaciones de Europa. La ESE figura en el Registro de Repositorios de Datos de Investigación re3data.org.
La ESE se convirtió en 2013 en un Consorcio Europeo de Infraestructura de Investigación (ERIC, por sus siglas en inglés: European Research Infrastructure Consortium). Sus oficinas centrales están en la Universidad de Londres, siendo su director el profesor Rory Fitzgerald.

## Historia
La Encuesta Social Europea fue creada inicialmente por la Fundación Europea de la Ciencia. Una de las razones por las que se comenzó esta nueva serie temporal de datos científicos sociales fue que se consideró que las encuestas de actitud transnacionales existentes no tenían el rigor metodológico suficiente para utilizarlas como fuentes confiables de conocimiento sobre los cambios a lo largo del tiempo en Europa. A partir de 2002, la encuesta se realizó cada dos años en muchos países europeos, y la ronda 6 (2012) cubrió 30 naciones.
En 2013, la ESE se convirtió en una entidad legal independiente conocida como ERIC y, a partir de 2018, cuenta con 21 países miembros y un país observador. En 2016, la ESE se convirtió en un hito de la hoja de ruta de ESFRI en reconocimiento a su consolidación.
Hay alrededor de 115 000 usuarios de la Encuesta Social Europea registrados en diversos países alrededor del mundo.

## Premios
La Encuesta Social Europea recibió el Premio Descartes en 2005, un premio europeo anual de ciencia.